# Стороженко Павло Сергійович
Стороженко Павло Сергійович (нар. 15 лютого 1946 р.) — український прозаїк, поет-пародист, перекладач з польської та німецької мов. Член Національної спілки письменників України з 1995 року. Заслужений журналіст України.

## Біографія
Стороженко Павло Сергійович народився 15 лютого 1946 року в с. Долина Диканського (нині Полтавського) району Полтавської області.
1965 року закінчив Крюківський машинобудівний технікум (м. Кременчук), 1974-го –філологічний факультет Полтавського державного педагогічного інституту ім. В. Короленка. У 1980 році закінчив відділення преси, радіо і телебачення Вищої партійної школи при ЦК Компартії України (заочно).
Працював учителем російської мови і літератури Диканської середньої школи, інструктором оргвідділів Диканського та Полтавського райкомів партії. З червня 1977 року – на журналістській роботі: був завідувачем відділу листів і фейлетону обласної газети «Комсомолець Полтавщини», кореспондентом журналу «Перець» (м. Київ), головним редактором незалежного вісника «Демократична Полтавщина». У 1992 – 1994 роках працював консультантом по зв'язках з пресою, політичними партіями і громадськими організаціями Полтавської міськради. 
З серпня 1994 по вересень 2004 року – редактор газети «Полтавський вісник». Заслужений журналіст України. Заступник голови та входить до складу Ради Полтавської обласної організації НСПУ.
Мешкає в Полтаві.

## Творчий доробок
Павло Стороженко — автор книг гуморесок, фейлетонів та мініатюр «Облава» (Київ, 1988), «Нотатки голкіпера» (Київ, 1989), пригодницької повісті «Винагорода за форварда» (Полтава, 1991), збірки літературних пародій та наслідувань «Чемне відлуння» (Полтава, 1993), книги гумору та сатири «Якщо у вас темпераментний чоловік...» (Полтава, 1994), а також оригінального видання «Розбійники з лебединого шляху. Цікавинки про морських піратів, віднайдені, упорядковані та перекладені з різних зарубіжних джерел Павлом Стороженком» (Київ, 1995). 
Оригінальні твори П. Стороженка та його переклади з німецької, польської, болгарської мов друкувалися в багатьох колективних збірниках – «Пригоди, подорожі, фантастика» (Київ, 1989), «Веселий ярмарок» (Київ, 1983, 1984, 1985, 1988, 1991), «На веселім перехресті» (Київ, 1987).
У перекладах П. Стороженка світ побачили кілька збірників анекдотів, зокрема «Кримінальні анекдоти» (з нім. та польськ.; Київ, 1992) і «Прошу пана до анекдоту, збірка сучасних польських анекдотів» (Полтава, 2000), збірка науково-популярних розповідей «Хто був „летючим голландцем"?» (з нім.; Полтава, 1996), а також гумористичні оповідання Йордана Попова («Делікатна ситуація» (з болг.; Київ, 1988) та есе Георга Мозера «Як я знаходжу сенс життя» (з нім.; Полтава, 1997). 

## Нагороди
Лауреат республіканської літературної премії ім. Олександра Ковіньки (1994).